# KK Osječki sokol Osijek
KK Osijek 2006 je hrvatski košarkaški klub iz Osijeka. Osnovan je 1996. kao košarkaški klub "Hrvatski sokol", a početkom 2006. mjenjaju ime u Osijek 2006. Trenutačno nastupaju u A-2 ligi - istok. 
2005. se Hrvatski sokol spojio s Olimpijom (A2 ligašem) iz Osijeka te promijenio ime u KK Osijek 2006. 2010. je godine opet promijenio ime u KK Osječki sokol